# Alexander Malter
Alexander Malter est un pianiste russe né en 1946.

## Discographie sélective
- Für Alina d'Arvo Pärt chez ECM (1999)
- Œuvres de Brahms, Mendelssohn et Schubert chez Ahl Classics (1998)
- Œuvres de Moussorgski et Tchaïkovski chez Ahl Classics (1997)